# Workington AFC
Workington AFC is een Engelse voetbalclub uit Workington, Cumbria.
Het originele Workington AFC was een van de stichtende leden van de Cumberland Association League in 1890 en speelde in het Lonsdale Park. In 1894 verhuisde de club naar de Cumberland Senior League en in 1901 naar de Lancashire League. Nadat deze League 2 seizoenen later werd opgericht keerde Workington terug naar de Cumberland Senior League. In 1904 werd de club toegelaten tot de Lancashire Combination, maar in 1910 besloot de club te besparen en ging naar de North Eastern League. Na één seizoen hield de club op te bestaan.
Het nieuwe Workington AFC werd in 1921 opgericht en speelde in de North Eastern League. Tijdens het seizoen 1933/34 haalde de club de 4de ronde van de FA Cup en verloor daar van Preston North End. Later in dat decennium verhuisde de club naar de huidige thuishaven Borough Park. In 1951 werd de club in de Football League gestemd, meer bepaald de Third Division North en verving daarmee New Brighton FC.
In het eerste seizoen werd de club laatste en het volgende seizoen deed Workington het één plaats beter. IN 1957/58 bereikte de club de derde ronde van de FA Cup en speelde voor 21.000 toeschouwers tegen de Busby Babes van Manchester United. Aan het einde van dat seizoen werd de League gereorganiseerd, de Third Division North en South fusioneerden tot één Third Division en er werd een Fourth Division opgericht waarin Workington zou belanden.
In 1964 promoveerde de club na een derde plaats. In het seizoen 1963/64 en 1964/65 werd de kwartfinale van de League Cup gehaald en daarin verloor de club respectievelijk van West Ham United en Chelsea FC. Tijdens die laatste campagne vernederde Workington buur Barrow AFC met 9-1. In 1966 miste de club net de promotie naar de tweede klasse en dit werd gevolgd door een degradatie het volgende seizoen. Daarna ging het bergaf met de club en in 1974 en 1975 werd de club voorlaatste en in 1976 zelfs laatste. Hierdoor werd de club uit de League gestemd en vervangen door Wimbledon FC.
De club zakte naar de Northern Premier League maar kon daar geen rol van belang spelen en eindigde nooit boven de zevende plaats alvorens te degraderen in 1988. Tien jaar later degradeerde de club opnieuw, nu naar de North West Counties League. Hier speelde de club wel meteen kampioen. Ondanks een zevende plaats mocht de club het volgende seizoen promoveren naar de Northern Premlier League door herstructureringen in de competitie. Via de play-offs plaatste de club zich daar voor de Conference North. In 2014 degradeerde de club.

## Bekende (ex-)spelers
- Grant Holt
- Bryan Roy